# EuroLeague 2009/10
Die Saison 2009/10 war die 10. Spielzeit der EuroLeague (offiziell Turkish Airlines EuroLeague) unter Leitung der ULEB und die insgesamt 53. Saison des bedeutendsten Wettbewerbs für europäische Basketball-Vereinsmannschaften, der von 1958 bis 2000 von der FIBA unter verschiedenen Bezeichnungen organisiert wurde.
Den Titel gewann zum zweiten Mal der FC Barcelona aus Spanien.

## Modus
An der EuroLeague nahmen 24 Mannschaften teil. Hiervon waren 22 Teams direkt für die Gruppenphase qualifiziert. Einer davon war der Sieger des Eurocups der Vorsaison 2008/09, das litauische Team BC Lietuvos Rytas. Die restlichen 21 Plätze wurden über A- und B-Lizenzen bestimmt. A-Lizenzen sind über mehrere Jahre fest an acht bestimmte Vereine vergebene Spielberechtigungen für die EuroLeague, die bis zur Saison 2011/2012 gelten. Außerdem wurden 14 B-Lizenzen vergeben, die für diese Saison galten. Die restlichen zwei Plätze wurden über eine Qualifikation unter acht Teams ausgespielt. Die Entscheidung, welche Teams eine B-Lizenz bekommen und welche in die Qualifikation müssen, wird von der ULEB unter Berücksichtigung der Platzierung und der Ligenstärke der heimischen Ligen sowie des Zuschauerzuspruchs der Mannschaften getroffen. Zudem wurden ebenfalls unter diesen Kriterien drei Wildcards vergeben.
Die 24 Mannschaften wurden in vier Gruppen zu je sechs Mannschaften eingeteilt, wobei jede Mannschaft je ein Heim- und Auswärtsspiel gegen jede andere Mannschaft bestritt. Die vier ersten Mannschaften jeder Gruppe kamen in die zweite Gruppenphase mit vier Gruppen je vier Mannschaften, in der ebenfalls jede Mannschaft ein Heim- und Auswärtsspiel gegen jede andere Mannschaft bestritt. Die zweite Gruppenphase wurde am 18. Januar 2010 in Barcelona ausgelost. Die besten zwei Mannschaften der zweiten Gruppenphase qualifizierten sich für das K.-o.-System, welches im Best-of-Five-Modus ausgespielt wurde. Die sich durchsetzenden Mannschaften qualifizierten sich für das Final-Four-Turnier im Palais Omnisports de Paris-Bercy in Paris, wo die Halbfinal- und Finalspiele und das Spiel um den dritten Platz ausgetragen wurde. Diese Spiele waren einfache K.-o.-Spiele.

## Qualifikation
|  | Entente Orléans       | 53 | 81 |  |  |                  |    |    |
|  | Spirou Charleroi      | 55 | 56 |  |  |                  |    |    |
|  |                       |    |    |  |  | Entente Orléans  | 82 | 80 |
|  |                       |    |    |  |  | Benetton Treviso | 73 | 82 |
|  | BK Ventspils          | 78 | 76 |  |  |                  |    |    |
|  | Benetton Treviso      | 73 | 88 |  |  |                  |    |    |
|  |                       |    |    |  |  |                  |    |    |
|  | Le Mans Sarthe Basket | 61 | 62 |  |  |                  |    |    |
|  | Alba Berlin           | 60 | 77 |  |  |                  |    |    |
|  |                       |    |    |  |  | Alba Berlin      | 70 | 75 |
|  |                       |    |    |  |  | Marousi Athen    | 79 | 70 |
|  | Aris Thessaloniki     | 69 | 60 |  |  |                  |    |    |
|  | Marousi Athen         | 67 | 89 |  |  |                  |    |    |

## Teilnehmer an der Hauptrunde
| Land/Liga                 | Mannschaft                      | Halle                                     | Kapazität | VJP 1 | Lizenz | Land/Liga              | Mannschaft                       | Halle                                         | Kapazität | VJP 1 | Lizenz |
| ------------------------- | ------------------------------- | ----------------------------------------- | --------- | ----- | ------ | ---------------------- | -------------------------------- | --------------------------------------------- | --------- | ----- | ------ |
| Basketball-Bundesliga     | EWE Baskets Oldenburg           | Weser-Ems-Halle                           | 5050      | M     | B      | Dominet Basket Liga    | Asseco Prokom 5 (Gdynia)         | Hala Sportowo-Widowiskowa Gdynia              | 5000      | M     | B      |
| Ligue Nationale de Basket | ASVEL Lyon-Villeurbanne         | Astroballe                                | 5643      | M     | B      | Superleague Russland   | BK Chimki 5                      | Basketballzentrum der Region Moskau           | 6000      | FI    | WC     |
| Ligue Nationale de Basket | Entente Orléans                 | Zénith d’Orléans                          | 6900      | FI    | Q      | Superleague Russland   | PBK ZSKA Moskau 5                | ZSKA-Universal-Sporthalle                     | 5500      | M     | A      |
| A1 Ethniki                | Marousi Athen                   | OAKA Olympic Indoor Hall                  | 19250     | HF    | Q      | Naša Liga              | KK Partizan Belgrad 4            | Hala Pionir                                   | 8150      | M     | B      |
| A1 Ethniki                | Panathinaikos Athen             | OAKA Olympic Indoor Hall                  | 18900     | M     | A      | Liga UPC Telemach      | KK Union Olimpia 4 (Ljubljana)   | Hala Tivoli                                   | 6000      | M     | B      |
| A1 Ethniki                | Olympiakos Piräus               | Stadion des Friedens und der Freundschaft | 14095     | FI    | A      | Liga ACB               | FC Barcelona                     | Palau Blaugrana                               | 8250      | SI    | A      |
| Ligat ha’Al               | Maccabi Tel Aviv                | Nokia Arena                               | 11700     | M     | A      | Liga ACB               | Real Madrid                      | Palacio Vistalegre                            | 15000     | HF    | A      |
| Lega Basket Serie A       | Armani Jeans Mailand            | Mediolanum Forum                          | 11200     | FI    | B      | Liga ACB               | Unicaja Málaga                   | Palacio de Deportes José María Martín Carpena | 10500     | HF    | A      |
| Lega Basket Serie A       | Lottomatica Rom                 | PalaLottomatica                           | 11200     | VF    | A      | Liga ACB               | Saski Baskonia (Vitoria-Gasteiz) | Fernando Buesa Arena                          | 9900      | FI    | A      |
| Lega Basket Serie A       | Montepaschi Siena               | Pala Sport Mens Sana                      | 7025      | M     | A      | Türkiye Basketbol Ligi | Efes Pilsen Istanbul             | Abdi İpekçi Arena                             | 12500     | M     | A      |
| A1 Liga                   | Cibona Zagreb 4                 | Dražen-Petrović-Basketballhalle           | 5400      | M     | B      | Türkiye Basketbol Ligi | Fenerbahçe Ülkerspor (Istanbul)  | Abdi İpekçi Arena                             | 12500     | FI    | A      |
| Litauische Basketballliga | Žalgiris Kaunas 3 5             | Sporthalle Kaunas                         | 5000      | M     | A      |                        |                                  |                                               |           |       |        |
| Litauische Basketballliga | BC Lietuvos Rytas 2 3 (Vilnius) | Siemens Arena                             | 11000     | FI    | B      |                        |                                  |                                               |           |       |        |

## Gruppenphase

### Vorrunde
Die Gruppenphase sowie die Qualifikationsbegegnungen wurden am 8. Juli 2009 in Barcelona ausgelost, wobei die Teilnehmer des Final-Four-Turniers der Vorsaison als Gruppenköpfe gesetzt waren.

### Gruppe A
| Team                       | Sp | S  | N | P+  | P-  |
| -------------------------- | -- | -- | - | --- | --- |
| 1. FC Barcelona            | 10 | 10 | 0 | 833 | 625 |
| 2. Montepaschi Siena       | 10 | 8  | 2 | 830 | 689 |
| 3. Žalgiris Kaunas         | 10 | 3  | 7 | 673 | 739 |
| 4. Cibona Zagreb           | 10 | 3  | 7 | 637 | 742 |
| 5. ASVEL Lyon-Villeurbanne | 10 | 3  | 7 | 680 | 749 |
| 6. Fenerbahçe Ülkerspor    | 10 | 3  | 7 | 690 | 799 |

|                         | Barcelona | Siena | Zagreb | Ülker       | Kaunas | Villeurbanne |
| ----------------------- | --------- | ----- | ------ | ----------- | ------ | ------------ |
| FC Barcelona            | *         | 85:70 | 81:59  | 89:55       | 89:55  | 76:62        |
| Montepaschi Siena       | 65:84     | *     | 90:64  | 101:58      | 84:64  | 83:74        |
| Cibona Zagreb           | 66:80     | 40:85 | *      | 80:77       | 64:52  | 73:71        |
| Fenerbahçe Ülkerspor    | 59:82     | 83:87 | 67:62  | *           | 68:76  | 61:68        |
| Žalgiris Kaunas         | 70:77     | 72:83 | 68:61  | 78:84       | *      | 71:52        |
| ASVEL Lyon-Villeurbanne | 64:90     | 65:82 | 71:68  | 76:78 n. V. | 77:67  | *            |

### Gruppe B
| Team                    | Sp | S | N | P+  | P-  |
| ----------------------- | -- | - | - | --- | --- |
| 1. Olympiakos Piräus    | 10 | 8 | 2 | 884 | 787 |
| 2. Unicaja Málaga       | 10 | 7 | 3 | 784 | 775 |
| 3. Partizan Belgrad     | 10 | 5 | 5 | 745 | 757 |
| 4. Efes Pilsen Istanbul | 10 | 4 | 6 | 808 | 793 |
| 5. BC Lietuvos Rytas    | 10 | 4 | 6 | 741 | 784 |
| 6. Entente Orléans      | 10 | 2 | 8 | 722 | 788 |

|                      | Piräus      | Belgrad | Málaga | Istanbul    | Rytas | Orléans |
| -------------------- | ----------- | ------- | ------ | ----------- | ----- | ------- |
| Olympiakos Piräus    | *           | 81:60   | 89:68  | 105:90      | 97:73 | 94:72   |
| Partizan Belgrad     | 86:80       | *       | 64:72  | 93:92       | 97:67 | 78:71   |
| Unicaja Málaga       | 86:68       | 64:72   | *      | 93:88 n. V. | 91:84 | 72:88   |
| Efes Pilsen Istanbul | 85:93 n. V. | 77:67   | 77:79  | *           | 77:62 | 77:64   |
| BC Lietuvos Rytas    | 83:89 n. V. | 78:56   | 71:73  | 77:70       | *     | 77:72   |
| Entente Orléans      | 84:88       | 75:72   | 74:86  | 60:75       | 62:69 | *       |

### Gruppe C
| Team                | Sp | S | N | P+  | P-  |
| ------------------- | -- | - | - | --- | --- |
| 1. ZSKA Moskau      | 10 | 8 | 2 | 730 | 700 |
| 2. Caja Laboral     | 10 | 7 | 3 | 779 | 735 |
| 3. Maccabi Tel Aviv | 10 | 6 | 4 | 794 | 737 |
| 4. Marousi Athen    | 10 | 4 | 6 | 744 | 764 |
| 5. Lottomatica Rom  | 10 | 4 | 6 | 713 | 737 |
| 6. Union Olimpia    | 10 | 1 | 9 | 677 | 764 |

|                  | Moskau      | Caja   | Tel Aviv    | Rom   | Olimpia | Athen |
| ---------------- | ----------- | ------ | ----------- | ----- | ------- | ----- |
| ZSKA Moskau      | *           | 84:83  | 77:72       | 69:74 | 79:69   | 78:65 |
| Caja Laboral     | 67:71       | *      | 86:81       | 67:60 | 62:53   | 73:65 |
| Maccabi Tel Aviv | 71:54       | 82:91  | *           | 79:59 | 85:65   | 75:67 |
| Lottomatica Rom  | 57:72       | 77:65  | 90:92 n. V. | *     | 69:48   | 74:87 |
| Union Olimpia    | 77:80 n. V. | 76:82  | 65:82       | 87:70 | *       | 75:81 |
| Marousi Athen    | 65:66       | 86:103 | 83:75       | 71:83 | 74:62   | *     |

### Gruppe D
| Team                     | Sp | S | N | P+  | P-  |
| ------------------------ | -- | - | - | --- | --- |
| 1. Real Madrid           | 10 | 8 | 2 | 811 | 690 |
| 2. Panathinaikos Athen   | 10 | 8 | 2 | 792 | 697 |
| 3. BK Chimki             | 10 | 6 | 4 | 740 | 733 |
| 4. Asseco Prokom         | 10 | 4 | 6 | 747 | 810 |
| 5. Armani Jeans Mailand  | 10 | 3 | 7 | 724 | 741 |
| 6. EWE Baskets Oldenburg | 10 | 1 | 9 | 657 | 800 |

|                       | Athen       | Madrid      | Mailand | Prokom | Chimki | Oldenburg |
| --------------------- | ----------- | ----------- | ------- | ------ | ------ | --------- |
| Panathinaikos Athen   | *           | 67:76       | 80:63   | 74:66  | 101:66 | 96:63     |
| Real Madrid           | 80:70       | *           | 82:69   | 94:72  | 70:59  | 73:60     |
| Armani Jeans Mailand  | 67:75       | 66:75       | *       | 82:69  | 68:72  | 79:51     |
| Asseco Prokom         | 65:75       | 82:76       | 88:83   | *      | 75:70  | 81:87     |
| BK Chimki             | 82:87 n. V. | 84:81 n. V. | 79:63   | 89:67  | *      | 77:72     |
| EWE Baskets Oldenburg | 64:67       | 61:104      | 70:79   | 80:82  | 49:62  | *         |

## Zwischenrunde (Top 16)
In der zweiten Phase der Euroleague wurden die verbliebenen 16 Mannschaften in vier Gruppen (E bis H) zu je vier Mannschaften aufgeteilt. Dabei spiegelte sich das Abschneiden aus der Regulären Saison in der Setzliste für die Auslosung wider. Auch in dieser Phase traten die Mannschaften einer jeden Gruppe in Hin- und Rückspielen gegeneinander an. Die zwei besten Mannschaften jeder Gruppe qualifizierten sich dabei für die nächste Runde.

### Gruppe E
| Team                   | Sp | S | N | P+  | P-  |
| ---------------------- | -- | - | - | --- | --- |
| 1. FC Barcelona        | 6  | 5 | 1 | 465 | 398 |
| 2. Partizan Belgrad    | 6  | 3 | 3 | 389 | 422 |
| 3. Panathinaikos Athen | 6  | 2 | 4 | 439 | 442 |
| 4. Marousi Athen       | 6  | 2 | 4 | 419 | 452 |

|                  | Barcelona   | Athen | Belgrad | Marousi |
| ---------------- | ----------- | ----- | ------- | ------- |
| FC Barcelona     | *           | 83:71 | 82:64   | 79:69   |
| Panathinaikos    | 67:70       | *     | 59:64   | 82:79   |
| Partizan Belgrad | 67:66 n. V. | 66:82 | *       | 79:76   |
| Marousi Athen    | 58:85       | 80:78 | 57:49   | *       |

### Gruppe F
| Team                    | Sp | S | N | P+  | P-  |
| ----------------------- | -- | - | - | --- | --- |
| 1. Maccabi Tel Aviv     | 6  | 4 | 2 | 444 | 423 |
| 2. Real Madrid          | 6  | 3 | 3 | 447 | 444 |
| 3. Montepaschi Siena    | 6  | 3 | 3 | 481 | 497 |
| 4. Efes Pilsen Istanbul | 6  | 2 | 4 | 445 | 453 |

|                      | Madrid | Siena | Tel Aviv | Istanbul |
| -------------------- | ------ | ----- | -------- | -------- |
| Real Madrid          | *      | 77:69 | 64:66    | 77:70    |
| Montepaschi Siena    | 83:76  | *     | 76:72    | 93:87    |
| Maccabi Tel Aviv     | 81:76  | 97:82 | *        | 72:62    |
| Efes Pilsen Istanbul | 75:77  | 88:78 | 63:56    | *        |

### Gruppe G
| Team               | Sp | S | N | P+  | P-  |
| ------------------ | -- | - | - | --- | --- |
| 1. ZSKA Moskau     | 6  | 5 | 1 | 494 | 448 |
| 2. Asseco Prokom   | 6  | 3 | 3 | 471 | 455 |
| 3. Unicaja Málaga  | 6  | 2 | 4 | 450 | 452 |
| 4. Žalgiris Kaunas | 6  | 2 | 4 | 454 | 514 |

|                 | Moskau | Málaga | Kaunas | Prokom |
| --------------- | ------ | ------ | ------ | ------ |
| ZSKA Moskau     | *      | 86:78  | 84:71  | 84:73  |
| Unicaja Málaga  | 70:76  | *      | 86:68  | 50:70  |
| Žalgiris Kaunas | 68:83  | 89:81  | *      | 93:88  |
| Asseco Prokom   | 88:81  | 63:82  | 89:65  | *      |

### Gruppe H
| Team                 | Sp | S | N | P+  | P-  |
| -------------------- | -- | - | - | --- | --- |
| 1. Olympiakos Piräus | 6  | 5 | 1 | 536 | 504 |
| 2. Caja Laboral      | 6  | 3 | 3 | 515 | 521 |
| 3. BK Chimki         | 6  | 3 | 3 | 476 | 487 |
| 4. Cibona Zagreb     | 6  | 1 | 5 | 486 | 501 |

|                   | Piräus | Caja   | Chimki | Zagreb       |
| ----------------- | ------ | ------ | ------ | ------------ |
| Olympiakos Piräus | *      | 102:85 | 87:69  | 78:75        |
| Caja Laboral      | 85:89  | *      | 71:82  | 102:90 n. V. |
| BK Chimki         | 96:83  | 83:94  | *      | 83:70        |
| Cibona Zagreb     | 94:97  | 75:78  | 82:63  | *            |

## Finalrunde
Das Viertelfinale wurde im Best-of-Five-Modus vom 23. März bis 7. April ausgetragen, das Final Four vom 7. bis 9. Mai in Paris. Es war keine Auslosung notwendig, da die Platzierung in der Gruppenphase in der zweiten Gruppenphase über die Ansetzung entschied.
| FC Barcelona      | 68 | 63 | 84 | 84 |  |  |                   |    |  |  |                   |                  |
| Real Madrid       | 61 | 70 | 73 | 78 |  |  |                   |    |  |  |                   |                  |
|                   |    |    |    |    |  |  | FC Barcelona      | 64 |  |  |                   |                  |
|                   |    |    |    |    |  |  | ZSKA Moskau       | 54 |  |  |                   |                  |
| ZSKA Moskau       | 86 | 83 | 53 | 74 |  |  |                   |    |  |  |                   |                  |
| Caja Laboral      | 63 | 63 | 66 | 70 |  |  |                   |    |  |  |                   |                  |
|                   |    |    |    |    |  |  |                   |    |  |  | FC Barcelona      | 86               |
|                   |    |    |    |    |  |  |                   |    |  |  | Olympiakos Piräus | 68               |
| Maccabi Tel Aviv  | 77 | 98 | 73 | 67 |  |  |                   |    |  |  |                   |                  |
| Partizan Belgrad  | 85 | 78 | 81 | 76 |  |  |                   |    |  |  | Spiel um Platz 3  | Spiel um Platz 3 |
|                   |    |    |    |    |  |  | Partizan Belgrad  | 80 |  |  | ZSKA Moskau       | 90               |
|                   |    |    |    |    |  |  | Olympiakos Piräus | 83 |  |  | Partizan Belgrad  | 88               |
| Olympiakos Piräus | 83 | 90 | 78 | 86 |  |  |                   |    |  |  |                   |                  |
| Asseco Prokom     | 79 | 73 | 81 | 70 |  |  |                   |    |  |  |                   |                  |

### Finale
Das EuroLeague Finale fand am 9. Mai 2010 im Palais Omnisports in Paris statt.
| Paarung           | FC Barcelona – Olympiakos Piräus |
| Ergebnis          | 86:68 |
| Datum             | 10. Mai 2010 |
| Stadion           | Palais Omnisports, Paris |
| Zuschauer         | 14.768 |
| Schiedsrichter    | David Chambon, Shmuel Bachar, Romuldas Brazauskas |
| FC Barcelona      | Gianluca Basile 6 Punkte, Jordi Trias, Ricky Rubio 9, Jaka Lakovič, Juan Carlos Navarro 21, Fran Vázquez 6, Boniface N’dong 7, Terence Morris 8, Víctor Sada 7, Erazem Lorbek 8, Roger Grimau Trainer: Xavier Pascual                                                          |
| Olympiakos Piräus | Theodoros Papaloukas 12, Scoonie Penn, Josh Childress 15, Nikola Vujčić 2, Panagiotis Vasilopoulos, Ioannis Bourousis 9, Yotam Halperin, Linas Kleiza 13, Loukas Mavrokefalidis 1, Patrick Beverley, Miloš Teodosić 10, Sofoklis Schortsanitis 6 Trainer: Panagiotis Giannakis |

## Auszeichnungen

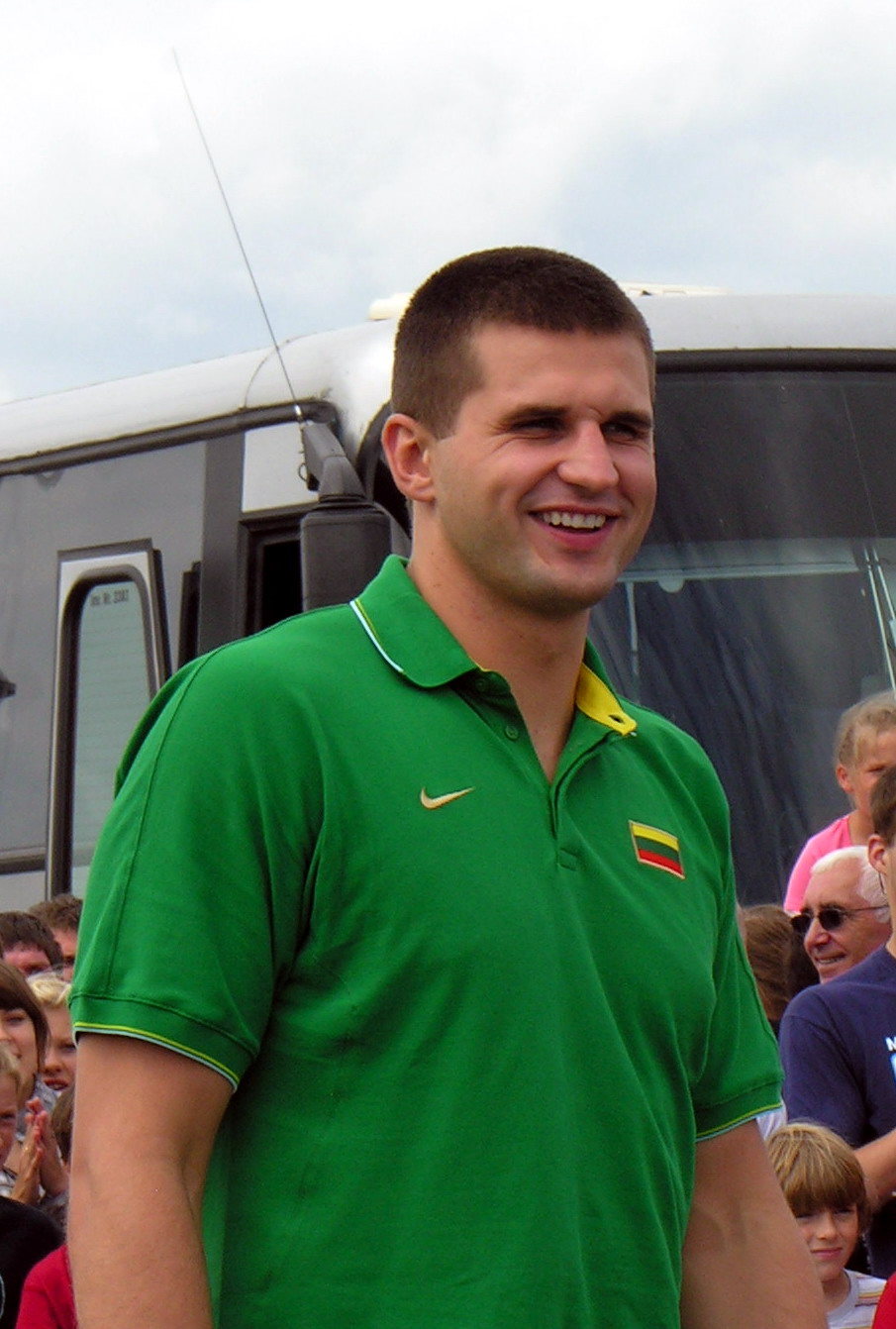
Alphonso Ford Top Scorer: Linas Kleiza

### MVP der Euroleague Saison
- Miloš Teodosić (Olympiakos Piräus)

### Final Four MVP

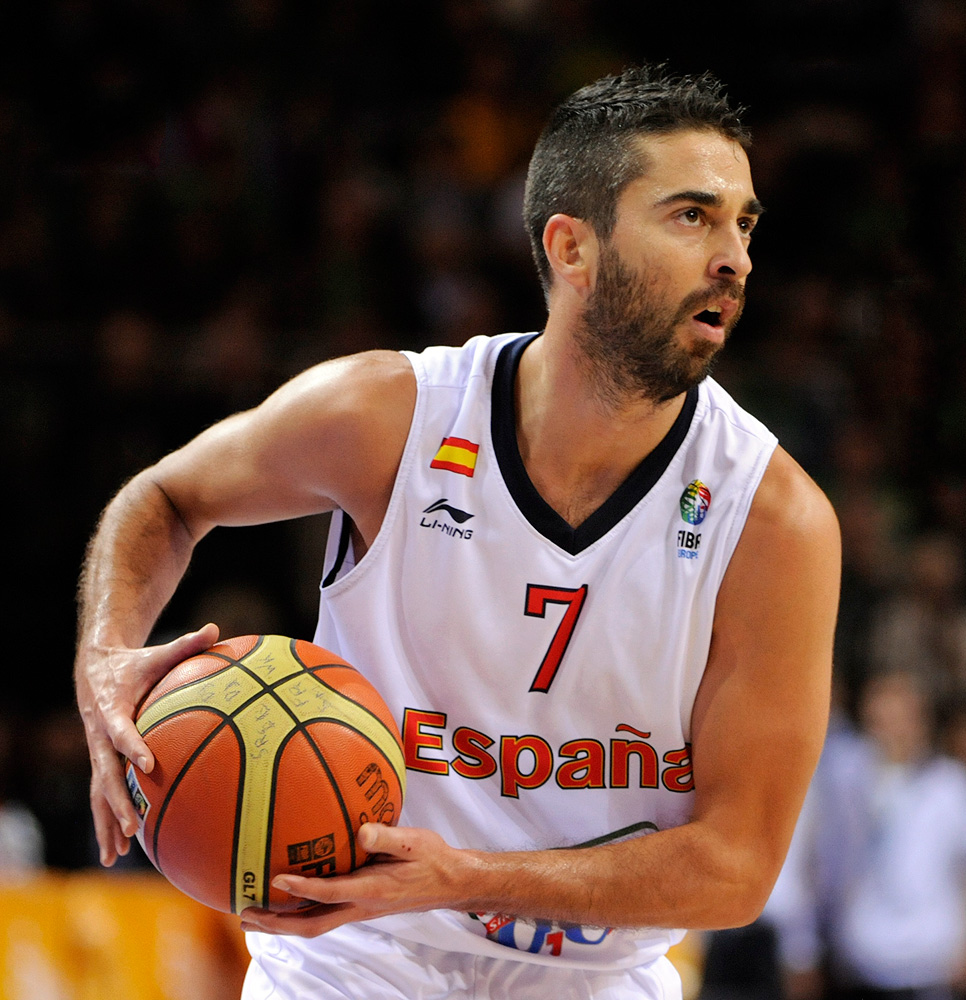
Final Four MVP: Juan Carlos Navarro

- Juan Carlos Navarro (FC Barcelona)

### All Euroleague First Team
- Miloš Teodosić (Olympiakos Piräus)
- Juan Carlos Navarro (FC Barcelona)
- Linas Kleiza (Olympiakos Piräus)
- Wiktor Chrjapa (ZSKA Moskau)
- Aleks Marić (Partizan Belgrad)

### All Euroleague Second Team
- Lester McCalebb (Partizan Belgrad)
- Josh Childress (Olympiakos Piräus)
- Ramūnas Šiškauskas (ZSKA Moskau)
- Erazem Lorbek (FC Barcelona)
- Tiago Splitter (TAU Ceramica)

### Bester Verteidiger
- Wiktor Chrjapa (ZSKA Moskau)

### Rising Star Trophy
- Ricky Rubio (FC Barcelona)

### Alphonso Ford Top Scorer Trophy
- Linas Kleiza (Olympiakos Piräus)

### Trainer des Jahres (Alexander Gomelski Trophy)
- Xavier Pascual (FC Barcelona)

### Club Executive of the Year
- Przemyslaw Seczkowski (Asseco Prokom)

### MVP des Monats
- Oktober:  Bojan Popović (Lietuvos rytas)
- November:  Pete Mickeal (FC Barcelona)
- Dezember:  Aleks Marić (Partizan Belgrad)
- Januar:  Miloš Teodosić (Olympiakos Piräus)
- Februar:  Alan Anderson (Maccabi)
- März:  Wiktor Chrjapa (ZSKA Moskau)
- April:  Juan Carlos Navarro (FC Barcelona)